# Ołeksandr Szamotij
Ołeksandr Serhijowycz Szamotij, ukr.  Олександр Сергійович Шамотій (ur. 15 maja 1988 w Illicziwsku, w obwodzie odeskim) – ukraiński piłkarz i futsalista, grający na pozycji napastnika.

## Kariera piłkarska
Wychowanek klubów Illicziweć Illicziwsk i Szkoły Sportowej w Owidiopolu, barwy których bronił w juniorskich mistrzostwach Ukrainy (DJuFL). Swoją karierę zaczynał latem 2006 jako piłkarz plażowy klubu Marrion Odessa. Karierę w futsalu zaczynał w październiku 2006 od gry w drużynie Illicziweć-Start Illicziwsk. Na początku 2008 został zaproszony do Marrionu Odessa. W sezonie 2009/10 występował w klubie Nova Katowice. Następnie podpisał kontrakt z MFK Szachtar Donieck, ale po operacji na stopie nie wychodził na boisko. Po rozformowaniu klubu w styczniu 2011 został zawodnikiem PFS Sewastopol. Latem 2011 wrócił do odeskiego klubu, który zmienił nazwę na MFK Odessa. Przed rozpoczęciem sezonu 2012/13 zasilił skład Marwitu Toruń. Latem 2013 przeniósł się do Pogoni 04 Szczecin. W 2017 zakończył karierę zawodową w Uni-Laman Czarnomorsk.

## Kariera reprezentacyjna
Grał w młodzieżowej reprezentacji Ukrainy, z którą zdobył brązowy medal Mistrzostw Europy w futsalu.